# Мамбет (скеля)
Мамбет (башк. Мәмбәт, рос. Мамбет) — скеля на Південному Уралі біля річки Зилим, в Гафурійському районі Башкортостану. Розташована за 15 км вище по течії Зилима і за 10 км по дорозі від села Толпарово. За 1,5 км знаходиться скеля Кузьганак.
Туристична пам'ятка. 
Нагорі скелі побудований оглядовий майданчик.
За легендою, назву від імені мисливця Мамбет, який колись намагався залізти на скелю, щоб дістатися до гнізда скопи.

## Галерея

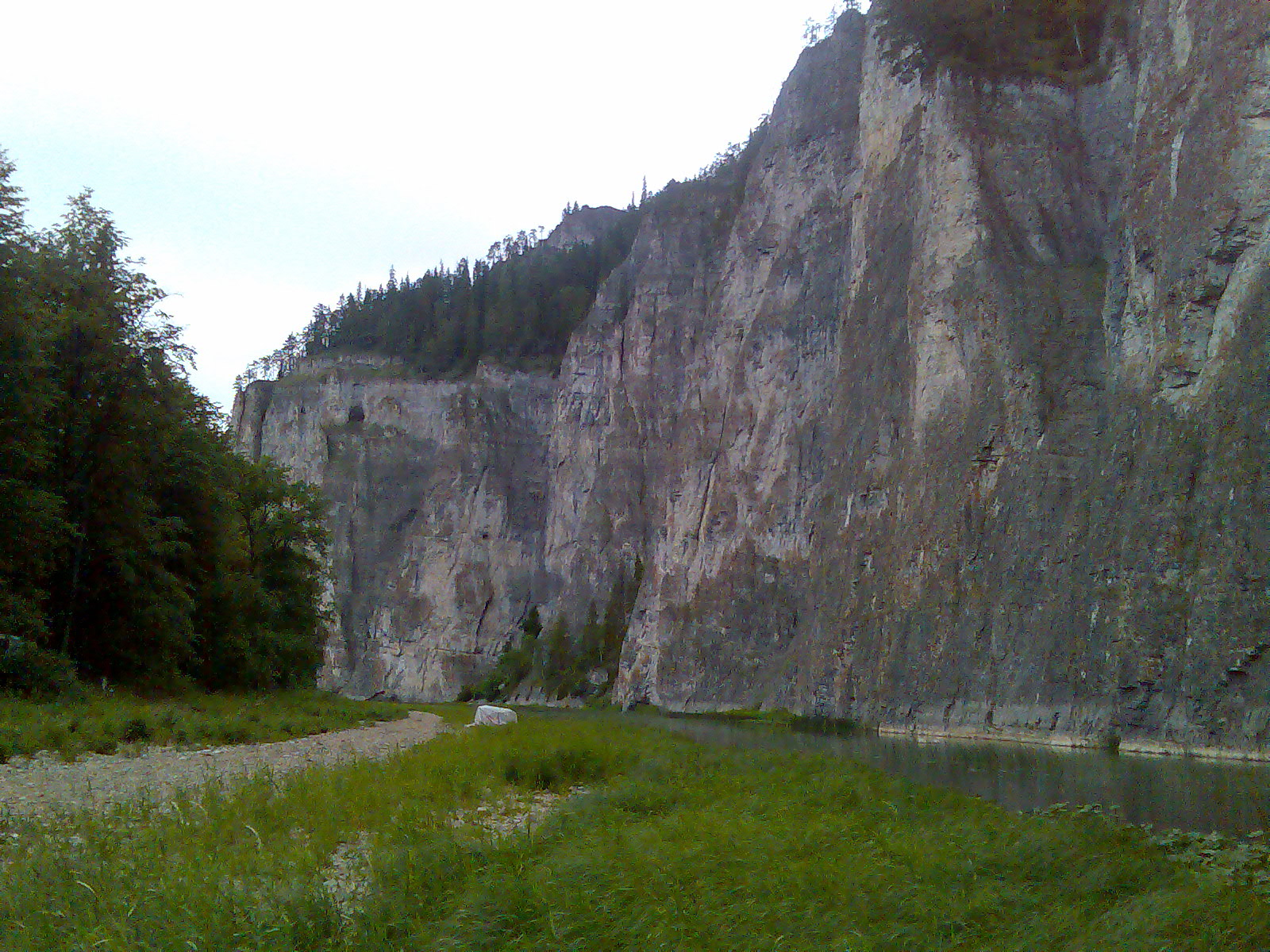
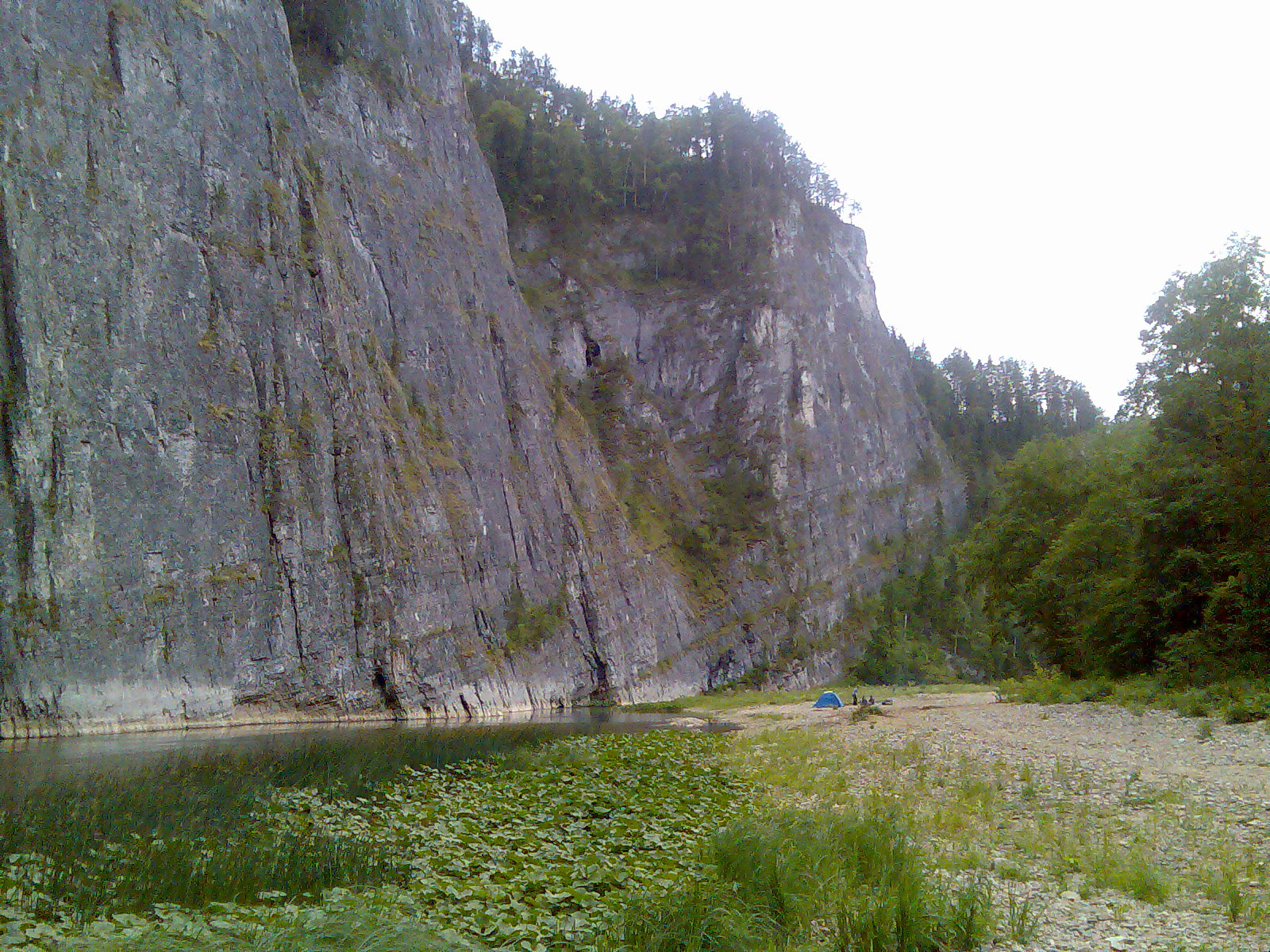
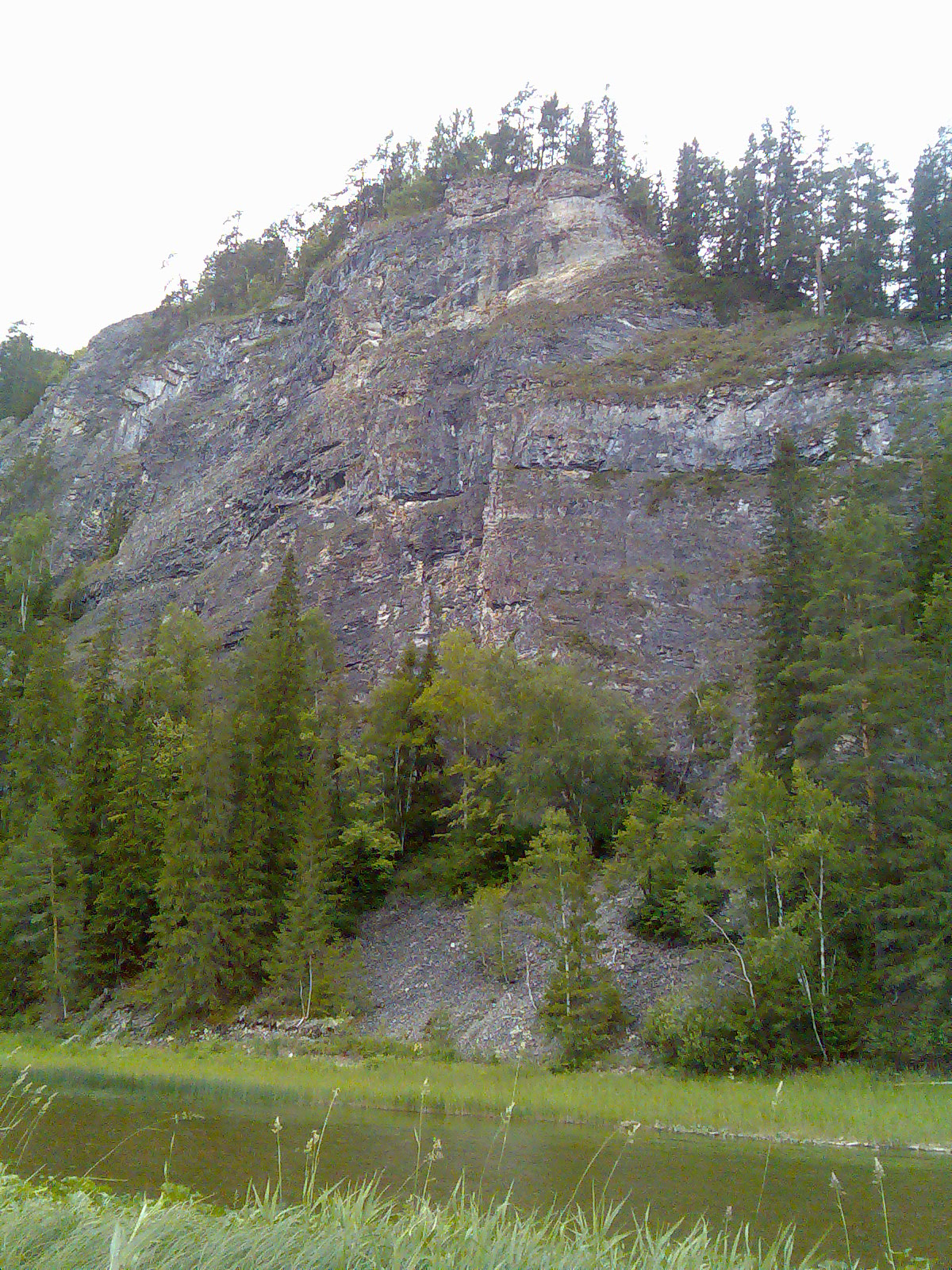
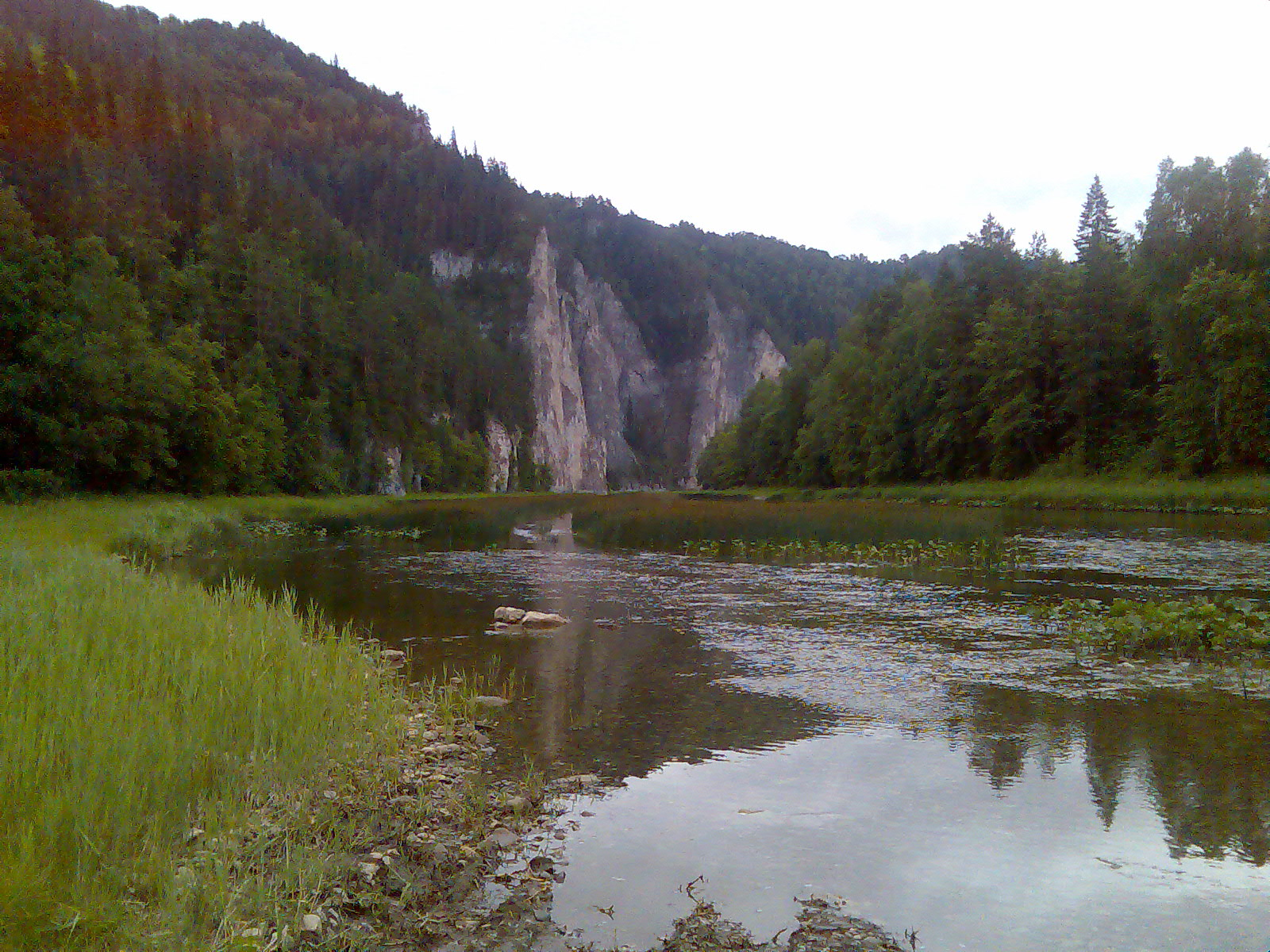